# 南丹隕石
南丹隕石是屬於IAB群的MG (主群) 子群的鐵隕石。
截至2012年12月，南丹隕石的售價為1美元/g。

## 發現
這顆隕石的墜落時間是1516年，但是如果不是在1958年找回了一些碎片，很難將這件事聯結在一起。
這顆隕石在通過大氣層期間爆裂，碎片散落在中國廣西壯族自治區南丹縣的28（17英里）長和 8（5.0英里）寬的散布區 。這些隕石就以最接近的城市命名為南丹隕石。
這些碎片直到1950年代在中國發展金屬工業時 (大躍進)，才被蒐集起來冶煉，因為它們在冶煉時被發現有太多的鎳，於是被發現是鐵隕石。

## 記載和分類
南丹隕石在2000年被分類為IIICD，但之後在2006年被重新分類為IAB-MG。大約9,500（20,900英磅）被收回，最大的碎片重達2,000（4,400英磅）。大多數的碎片都 顯示出強烈的風化，這是因為它們經過了漫長的時間才被尋獲。這些鐵隕石含有濃度6.96%的鎳。